# 229
229（二百二十九、にひゃくにじゅうきゅう）は自然数、また整数において、228の次で230の前の数である。

## 性質
- 229は50番目の素数である。1つ前は227、次は233。
  - 約数の和は230。
- (227, 229) は16番目の双子素数である。1つ前は (197, 199) 、次は (239, 241) 。
- 2 と 9 を使った2番目の素数である。1つ前は29、次は929。(オンライン整数列大辞典の数列 A020460)
  - a = 2 、b = 9 のときの a…ab の形で表せる29番目の素数である。1つ前は227、次は331。(オンライン整数列大辞典の数列 A062353)
  - 2…29 の形の2番目の素数である。1つ前は29、次は22229。(オンライン整数列大辞典の数列 A093401)
- 末尾の2桁が29の2番目の素数である。1つ前は29、次は829。(オンライン整数列大辞典の数列 A244767)
- 229 + 922 = 1151
  - 229を逆順に並べた922を加えると1151と素数になる。素数において逆順に並べた数を加えても素数になる最小の数である。次は239。(オンライン整数列大辞典の数列 A061783)
- 3m − 1 (6m − 1)型の素数と 3m + 1 (6m + 1)型の素数の個数が同じになる9番目の数である。1つ前は223、次は608981812891。(オンライン整数列大辞典の数列 A098044)
- 各位の立方和が745になる最小の数である。次は292。(オンライン整数列大辞典の数列 A055012)
  - 各位の立方和が n になる最小の数である。1つ前の744は2268、次の746は1229。(オンライン整数列大辞典の数列 A165370)
- 1/229 は循環節の長さが228の循環小数になる。
  - 逆数が循環小数になる数で循環節が228になる最小の数である。次は458。
  - 循環節が n − 1 である巡回数を作る19番目の素数である。1つ前は223、次は233。
  - 循環節が n になる最小の数である。1つ前の227は113136621886721、次の229は9161。(オンライン整数列大辞典の数列 A003060)
- 229 = 22 + 152
  - 異なる2つの平方数の和で表せる69番目の数である。1つ前は226、次は232。(オンライン整数列大辞典の数列 A004431)
- 229 = 22 + 92 + 122 = 62 + 72 + 122
  - 3つの平方数の和2通りで表せる57番目の数である。1つ前は228、次は236。(オンライン整数列大辞典の数列 A025322)
  - 異なる3つの平方数の和2通りで表せる37番目の数である。1つ前は227、次は233。(オンライン整数列大辞典の数列 A025340)
- 各位の和が13になる14番目の数である。1つ前は193、次は238。
  - 各位の和が13になる数で素数になる5番目の数である。1つ前は193、次は283。(オンライン整数列大辞典の数列 A106755)

## その他 229 に関連すること
- 西暦229年
- 紀元前229年
- 太陽暦では閏年にだけ2月29日があり、そのぶん平年より1日多くなる。
- 年始から数えて229日目は8月17日、閏年では8月16日。
- 第229代ローマ教皇はグレゴリウス14世（在位：1590年12月5日-1591年10月16日）である。
- グリーゼ229は、うさぎ座の連星。
- UFC 229
- ホルテン Ho229